# Maria Marta di Gesù Wołowska
Maria Marta di Gesù, al secolo Kazimiera Wołowska (Lublino, 30 settembre 1879 – Slonim, 19 dicembre 1942) è stata una religiosa polacca, venerata come beata e martire dalla Chiesa Cattolica.

## Biografia
Entrò in un convento di Suore dell'Immacolata Concezione della Beata Vergine Maria nel 1900 all'età di 21 anni e nel 1909 pronunciò i voti perpetui, assumendo il nome di Maria Marta di Gesù.
Molti attiva in difesa dei poveri e degli ultimi, fu insignita della croce d'argento al merito nel 1926 dalla Repubblica Polacca. Nel 1939 divenne madre superiora del convento del suo ordine a Slonim, dove si occupò dell'orfanotrofio, della scuola e dell'educazione delle postulanti.
Dopo lo scoppio della seconda guerra mondiale e l'invasione tedesca della Polonia, Maria Marta di Gesì continuò a prodigarsi per i bisognosi e, insieme alla consorella Maria Eva della Provvidenza, nascose diversi ebrei nel proprio convento. Le due furono arrestate dalla Gestapo il 18 dicembre 1942 e fucilate il giorno seguente nei pressi di Slonim. Stando alle testimonianze dei presenti, le ultime parole di Maria Marta di Gesù furono "Padre, perdonali perché non sanno quello che fanno" (Lc23,34). Furono sepolte in una fossa comune.

## Culto
Maria Marta di Gesù fu beatificata da Giovanni Paolo II il 13 giugno 1999 insieme ad altri 107 martiri polacchi.
La sua ricorrenza si celebra il 19 dicembre, anniversario della sua morte.